# Philipp Theodor Goldmann
Philipp Theodor Goldmann (* 1747; † 1812) war ein deutscher Jurist und Amtsschultheiß.

## Leben
Philipp Theodor Goldmann wurde als Sohn des Freisassen Johann Ernst Bernhard Goldmann (1706–1758) und dessen Ehefrau Marie Christine Betz (1772–1804) geboren.
Nach dem Studium der Rechtswissenschaften an der Justus-Liebig-Universität Gießen wurde er Advokat in Grünberg 
und war später Patrimonialrichter. Das Adelsgeschlecht Rabenau als Grundherr (Besitzer eines Ritterguts) war Gerichtsherr und befugt, die Gerichtsbarkeit über seine Untertanen selbst auszuüben.
Als Amtmann leitete er die Verwaltungsgeschäfte und hatte als Amtsschultheiß die Funktionen, wie sie heute von Bürgermeistern wahrgenommen werden.
Am 16. Juni 1782 heiratete er in Grünberg Susanne Menzler (1755–1818), mit der er die Kinder Philipp (1783–1858, Landrat), Christine Elisabeth (1787–1860, ∞ Pfarrer Johann Adam Kolb) und Wilhelm (1792–1873, Abgeordneter) hatte.